# تئوری توطئه پیتزاگیت

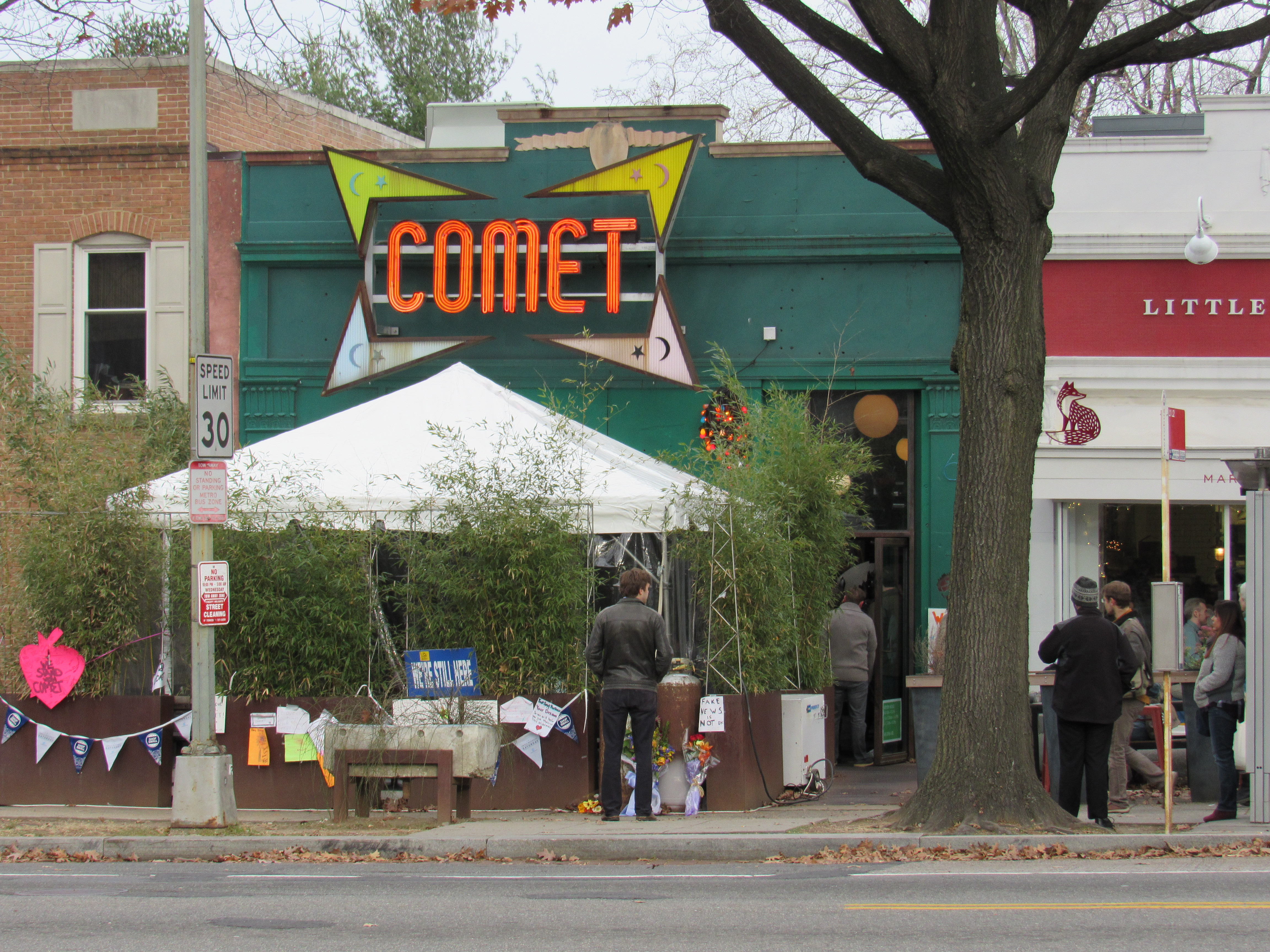
طرفداران پیتزاگیت، کامت پینگ پنگ (در تصویر) را به یک کودک‌آزاری ساختگی متصل کردند.

پیتزاگیت (به انگلیسی: Pizzagate) یک تئوری توطئه است که در طول چرخه انتخابات ریاست جمهوری ایالات متحده در سال ۲۰۱۶ منتشر شد. این نظریه به‌طور گسترده توسط طیف گسترده‌ای از سازمان‌ها، از جمله پلیس واشینگتن، دی.سی. رد شده‌است.
در مارس ۲۰۱۶، حساب ایمیل شخصی جان پدستا، رئیس ستاد انتخاباتی هیلاری کلینتون، در یک حملهٔ فیشینگ هک شد. ویکی‌لیکس ایمیل‌های او را در نوامبر ۲۰۱۶ منتشر کرد. طرفداران تئوری توطئهٔ پیتزاگیت به اشتباه ادعا کردند که این ایمیل‌ها حاوی پیام‌های رمزگذاری شده‌است که چندین مقام بلندپایهٔ حزب دموکرات و رستوران‌های ایالات متحده را با یک حلقهٔ قاچاق انسان و ارتباط جنسی کودکان مرتبط می‌کند. یکی از مؤسساتی که گفته می‌شود درگیر بوده، پیتزافروشی Comet Ping Pong در واشینگتن، دی.سی. بود.
اعضای راست آلترناتیو، روزنامه‌نگاران محافظه‌کار، و دیگرانی که خواستار پیگرد قانونی کلینتون به‌خاطر ایمیل‌ها بودند، نظریهٔ توطئه را در رسانه‌های اجتماعی مانند ۴چن، 8chan و توییتر منتشر کردند. در پاسخ، مردی از کارولینای شمالی برای بررسی توطئه به پیتزافروشی پینگ پنگ سفر کرد و با شلیک تفنگ در داخل رستوران، قفل در یک اتاق انبار را حین جست‌وجوی خود شکست. صاحب رستوران و کارکنان نیز از سوی نظریه‌پردازان توطئه تهدید به مرگ شدند.